# جاك أودونيل
جاك أودونيل (بالإنجليزية: Jack O'Donnell)‏ (25 مارس 1897 في المملكة المتحدة - 1952) هو لاعب كرة قدم بريطاني (وحمل سابقاً جنسية المملكة المتحدة لبريطانيا العظمى وأيرلندا) في مركز الدفاع. لعب مع نادي إيفرتون ونادي بلاكبول ونادي هارتلبول يونايتد وويغان أتلتيك ودارلينجتون إف سى.

## وصلات خارجية
- جاك أودونيل على موقع قاعدة بيانات كرة القدم.إي يو (الإنجليزية)